# Pedro Joaquín Delbouis
Pedro Oscar Joaquín Delbouis (Cozumel, Quintana Roo; 29 de marzo de 1978) es un político mexicano, miembro del Partido Revolucionario Institucional.

## Biografía
Se recibió como licenciado en Relaciones Internacionales en la Facultad de Derecho de la Universidad Anáhuac, y cuenta con diversos diplomados: en Gestión y Análisis de Políticas Públicas de la Universidad Iberoamericana en Análisis Político Estratégico del Centro de Investigación y Docencia Económica, así como en Administración Estratégica de la Universidad Anáhuac, entre otros.
Ha sido presidente de la Cámara Nacional de Comercio Servicios y Turismo (CANACO SERVYTUR Cozumel); la COPARMEX Cozumel; la Federación Turística de Quintana Roo; y Vicepresidente Nacional de la Comisión de Turismo de la Confederación Patronal de la República Mexicana (COPARMEX).[cita requerida]
Actualmente, también se desempeña como Presidente de la Asociación Nacional de Municipios Turísticos (ANMTUR) y Vicepresidente de la Federación Nacional de Municipios de México (FENAMM), dos de los organismos más importantes que aglutinan a todos los municipios del país.[cita requerida]
Su incursión en la iniciativa privada como Fundador del Scuba Fest Cozumel, permitió poner al destino como uno de los polos turísticos más importantes para practicar el buceo en México; promocionó las bellezas naturales de la isla y reactivó un segmento clave para el turismo de Cozumel.[cita requerida]

## En el sector público
Ha sido presidente honorario de la Fundación de Parques y Museos de Cozumel,
Ganó el cargo de Presidente Municipal de Cozumel en las Elecciones Estatales del 1 de julio de 2018, con con el 40,93% de la votación y asumió el cargo el día 30 de septiembre de 2018 para el periodo 2018-2021.[cita requerida]
En dos años, el gobierno de Pedro Joaquín Delbouis realizó obras que beneficiaron a los más de 88 mil habitantes de Cozumel, atendiendo todas las colonias y abatiendo rezagos históricos con acciones de calidad como ampliaciones en redes de agua potable y drenaje sanitario; construcción, rehabilitación y desazolve de pozos para evitar encharcamientos; construcción de guarniciones y banquetas; rehabilitación de espacios deportivos; reparación y sustitución del 90 por ciento del alumbrado público con tecnología LED; y pavimentación, rehabilitación y mejoramiento de vialidades.[cita requerida]
Asimismo, su gobierno ha realizado más de 125 mil apoyos y gestiones en favor de las personas vulnerables, se ha limpiado Cozumel de más de 1 mil 750 toneladas de cacharros, y se ha reducido la incidencia delictiva de alto impacto en un 58%.[cita requerida]
El 13 de abril de 2021, presentó su licencia temporal de hasta 90 días para separarse de su cargo como Presidente Municipal para buscar la reelección por la presidencia municipal en las Elecciones Estatales del 2021. Teniendo efecto el 17 de abril del presente año.